# Nagato
Nagato (長門市, Nagato-shi ) grad je u prefekturi Yamaguchi u Japanu . Grad je osnovan 31. ožujka 1954. Na dan 1. listopada 2016. grad je imao procijenjenu populaciju od 34 882 stanovnika i gustoću naseljenosti od 97 osoba po km². Ukupna površina je 357,9 km².
Nagato ima vlažnu suptropsku klimu (Köppenova klasifikacija klime Cfa) s vrućim ljetima i hladnim zimama. Oborine su značajne tijekom cijele godine, ali su znatno veće ljeti nego zimi. Prosječna godišnja temperatura u Nagatu je 15,9 °C. Prosječna godišnja količina oborina je 1791 mm, a srpanj je najkišovitiji mjesec.

## Poznate osobe
- Shinzo Abe[1]